# Cyrtophora caudata
Espèce
Cyrtophora caudata est une espèce d'araignées aranéomorphes de la famille des Araneidae.

## Distribution
Cette espèce se rencontre en Afrique de l'Est.

## Publication originale
- Bösenberg & Lenz, 1895 : Ostafrikanishe Spinnen gesammelt von Herrn Dr. F. Stuhlmann in den Jahren 1888 und 1889. Jahrbuch der Hamburgischen Wissenschaftlichen Anstalten, vol. 12, no 2, p. 27-51 (texte intégral).